# 아키바 토림

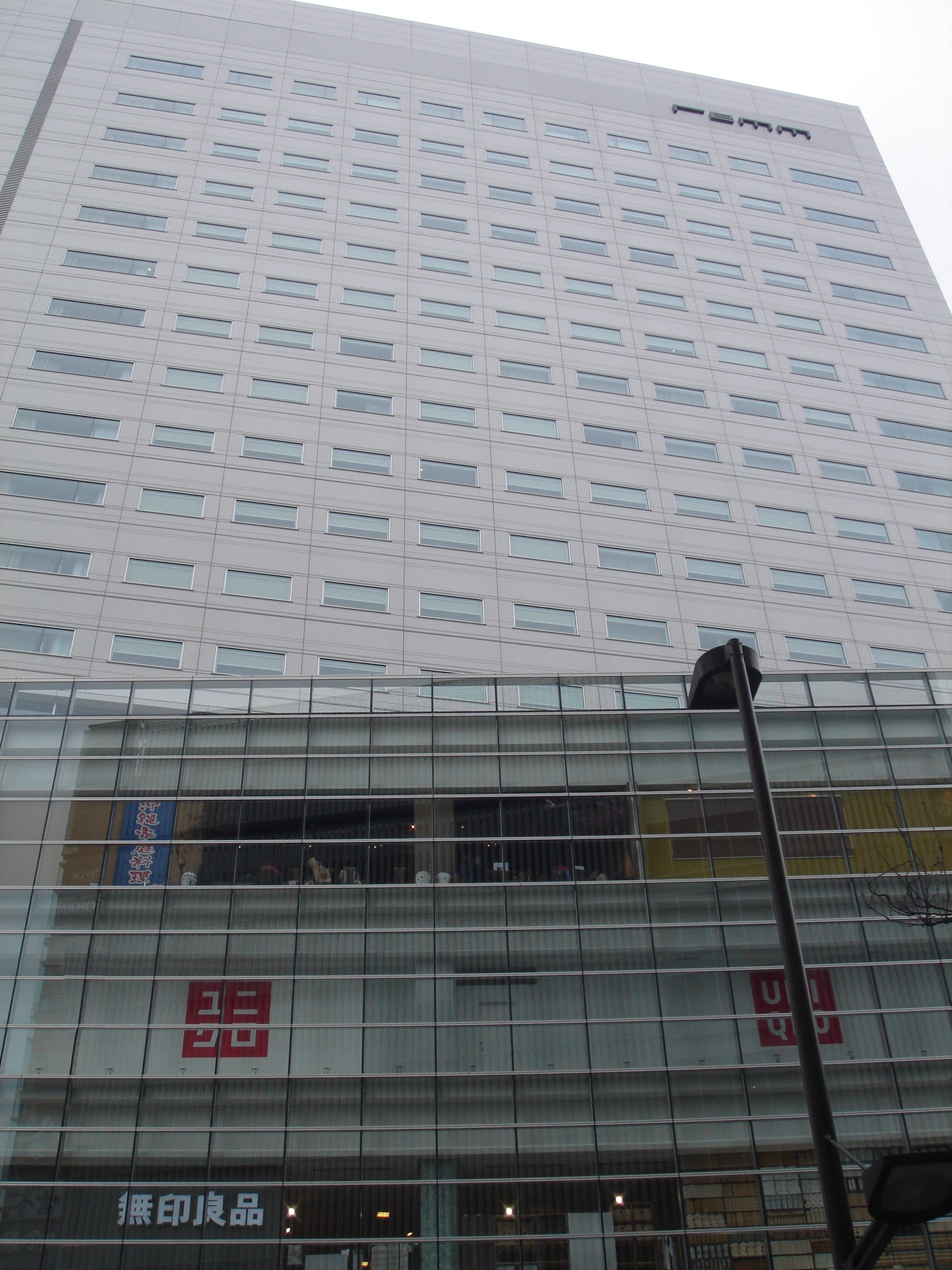

아키바 토림(AKIBA TOLIM)은 일본 도쿄도 아키하바라에 있는 상업시설로 아키하바라역에 이어져 있다. 2008년 4월 27일 문을 열었다. 지상 18층, 지하 2층 중 지하 1층~지상 6층에 약 20개 점포가 입점해 있다.